# Margrit Schiller
Margrit Schiller (Bonn, 1948) è una terrorista tedesca, ex membro dell'organizzazione terrorista estremista di sinistra Rote Armee Fraktion  (RAF).

## Biografia
Primogenita di un maggiore della Bundeswehr nel servizio di controspionaggio militare e di una insegnante e politica locale della CDU, ha studiato psicologia a Bonn e Heidelberg e, in seguito alla sua partecipazione Sozialistisches Patientenkollektiv (SPK), fondato nel 1970, è diventata prima sostenitrice e poi membro attivo della Rote Armee Fraktion . 
Il 25 settembre 1971, due agenti di polizia si avvicinarono ad un veicolo parcheggiato male sull'autostrada Friburgo-Basilea. Tuttavia, prima di arrivare al veicolo, due persone sbucarono e iniziarono a sparare. Entrambi i poliziotti rimasero colpiti, anche se solo uno risultò gravemente ferito. Piu tardi, i poliziotti identificarono i loro aggressori nella Schiller e Holger Meins. Il 22 ottobre dello stesso anno, intorno alle dieci di sera la Schiller lasciò la stazione ferroviaria di Amburgo, e poco dopo, notò di essere seguita dalla polizia. Riuscì ad incontrarsi coi suoi compagni Irmgard Moeller e Gerhard Müller. Una volta incontrati, fu raggiunta dalla polizia, ed iniziò a fuggire. Nell'inseguimento, uno dei poliziotti riusci ad afferrare la Schiller, ma nella colluttazione fu ucciso l'agente di polizia Norbert Schmid, con sei colpi di arma da fuoco, ma non con l'arma di Schiller. I tre venivano così arrestati, la Schiller veniva imprigionata per 27 mesi, mentre il sospetto assassino , Gerhard Müller, divenne in seguito un testimone chiave per la Procura federale.
Secondo le sue stesse dichiarazioni, Schiller è stata più volte in isolamento in prigione. Ha preso parte a diversi scioperi della fame.
Dopo la sua liberazione dal carcere nel 1973, andò nuovamente in clandestinità, entrando a far parte della riorganizzazione della Rote Armee Fraktion in quanto i membri principali Ulrike Meinhof e Andreas Baader erano detenuti. In questo periodo partecipò a varie rapine in banca. Fu nuovamente arrestata il 4 febbraio 1974 e scontò una pena detentiva fino al 1979. I reati per i quali è stata condannata includevano falsificazione, possesso illegale di armi, appartenenza e sostegno alla RAF.
Per evitare di essere nuovamente arrestata, nel 1985 fuggì a Cuba, dove il governo le concesse asilo politico. Lì sposò un musicista jazz cubano e diede alla luce due gemelli. Nel 1993, al culmine della crisi economica cubana dopo la scadenza degli aiuti sovietici ( Período especial ), i cui effetti inizialmente riuscì ad attutire in qualche modo attraverso un'eredità, ma successivamente fu costretta ad andare con la sua famiglia in Uruguay. Lì fu coinvolta in progetti politici in collaborazione con il movimento clandestino armato degli ex Tupamaros . Dopo che anche l'Uruguay venne colpito da una crisi economica, nel 2003, dopo dieci anni a Montevideo, tornò in Germania con i suoi figli e vive attualmente a Berlino. 
Nel 2011 ha pubblicato un racconto autobiografico, dopo che la sua precedente autobiografia, conclusasi con la sua scarcerazione nel 1979, era stata già pubblicata nel 2000.